# Sverre Stenersen
Sverre Stenersen (18. června 1926, Målselv – 17. prosince 2005, Målselv) byl norský sdruženář (závodník v severské kombinaci).
Je držitelem dvou olympijských medailí, zlata z her v Cortině d'Ampezzo z roku 1956 (K95/15 km) a bronzu z předchozích her v Oslu, jež se konaly roku 1952 (K95/18 km). Má též titul mistra světa, z roku 1954. Závodil i v bězích na lyžích, jeho nejlepším výsledkem na velkých akcích bylo 27. místo v závodě na 18 kilometrů na olympiádě v Oslu. Po skončení závodní kariéry si otevřel obchod se sportovními potřebami v rodném Målselvu a posléze se stal i pracovníkem radnice tohoto města, kde řídil oblast kultury a sportu, a to až do svého odchodu do důchodu. Původním povoláním byl dřevorubec. Byl prvním olympijským vítězem z hrabství Troms a ze severního Norska vůbec, a jako takový byl v této části Norska mimořádně populární a vzorem pro mládež.